# Allgemeine Depressionsskala
Die Allgemeine Depressionsskala (ADS) wurde als CES-D-Skala (Center for Epidemiological Studies Depression Scale) vom National Institute of Mental Health Center for Epidemiological Studies entwickelt und als Allgemeine Depressionsskala im deutschen Sprachraum validiert. Das Verfahren wurde in zahlreichen Studien zur Erfassung des gegenwärtigen Ausmaßes einer Depression eingesetzt. Die Center of Epidemiological Studies – Depression Scale (CES-D) wurde von Radloff im Jahr 1977 entwickelt. Normiert ist der Test für Jugendliche von 13–18 und Erwachsene von 18–90 Jahre. Die Bearbeitungszeit beträgt 5 bis 8 Minuten. Die Langform besteht aus 20 und die Kurzform aus 15 Fragen.

## Testgütekriterien
Die psychometrischen Kennwerte sind gut, die interne Konsistenz beträgt 0,89, die Testhalbierungs-Reliabilität liegt bei 0,81.